# جورج غامبل
جورج غامبل (24 أكتوبر 1877 - 27 يوليو 1949) (بالإنجليزية: George Gamble)‏ هو لاعب كريكت بريطاني (وحمل سابقاً جنسية المملكة المتحدة لبريطانيا العظمى وأيرلندا).